# Сборники Александра Блока
Сборники стихотворений Александра Блока представляют собой составленные автором циклы поэтических произведений, в которых собрана большая часть его стихотворений.

## Список сборников Блока
- Ante Lucem (1898—1900)
- Стихи о Прекрасной Даме (1902)
- Распутья (1902—1904)
- Пузыри земли (1904—1905)
- Ночная Фиалка. Сон (1906)
- Город (1904—1908)
- Снежная маска (1907)
- Фаина (1906—1908)
- Вольные мысли (1907)
- Возмездие (1908—1913)
- Страшный мир (1909—1916)
- Ямбы (1907—1914)
- Итальянские стихи (1909)
- Арфы и скрипки (1908—1916)
- Кармен (1914)

- О чем поет ветер (1913)
- Разные стихотворения (1908-1916)